# Файффер, Хэлли
Хэ́лли Фа́йффер (англ. Halley Feiffer; 20 ноября 1984) — американская актриса, драматург, сценарист и кинопродюсер.

## Биография
Хэлли Файффер родилась 20 ноября 1984 года, став одним их двух детей в семье рисовальщика Джулса Файффера (род. 1929) и актрисы Дженнифер Аллен, которые женаты с 11 сентября 1983 года. У Хэлли также есть сводный брат/сестра по отцовской линии от его первого брака с Джудит Шефтел. Окончила Уэслианский университет со степенью бакалавра.
Хэлли дебютировала в кино в 2000 году, сыграв роль Эми в фильме «Можешь рассчитывать на меня», который получил 2 номинации на «Оскар». Всего Файффер в 23-х фильмах и телесериалах. Также она является драматургом, сценаристом и кинопродюсером.